# Korpus Pflanzera-Baltina
Korpus Armijny Pflanzera-Baltina (Grupa Armijna Pflanzera-Baltina, Armeegruppe Pflanzer-Baltin)  – korpus armijny Armii Austro-Węgier, nazwany tak od nazwiska dowódcy - Karla Pflanzera-Baltina, broniący w I wojnie światowej głównej grani Karpat Wschodnich, wchodzący w skład 7 Armii.
W jej skład wchodziły:
- 55 Dywizja Piechoty - FML Peter von Hofmann (w jej składzie walczył Legion Ukraińskich Strzelców Siczowych)
- 56 Dywizja Piechoty - FML Wilhelm von Attems-Petzenstein
- 54 Dywizja Piechoty - FML Emil Schultheisz von Devecser
- 52 Dywizja Piechoty - FML Franz Schreitter von Schwarzenfeld
- II Brygada Legionów Polskich - FML Karol Durski-Trzaska (następnie oberstleutnant Józef Haller)